# ويليتون سواريز
ويليتون سواريز (Welliton Soares de Morais) (22 أكتوبر 1986 في البرازيل – )؛ هو لاعب كرة قدم كان يلعب كمهاجم.
وقع مع نادي الشارقة في عام 2017 و انتقل إلى نادي الوصل في عام 2019 و عاد إلى نادي الشارقة في عام 2020.

## وصلات خارجية
- ويليتون سواريز على موقع اتحاد تركيا (لاعب) (الإنجليزية)
- ويليتون سواريز على موقع قاعدة بيانات كرة القدم.إي يو (الإنجليزية)
- ويليتون سواريز على موقع Soccerway.com (الإنجليزية)
- ويليتون سواريز على موقع عالم كرة القدم.نت (الإنجليزية)
- ويليتون سواريز على موقع AS.com (الإسبانية)